# Суд присяжних в Україні
 Суд присяжних в Україні — інститут здійснення народовладдя в Україні, закріплений Конституцією України, Кримінальним процесуальним кодексом України і Законом України «Про судоустрій і статус суддів».

## Історія суду присяжних в Україні

### Російська імперія
Суди присяжних на українських землях під Росією були введені судовою реформою 1864. Початок активному процесу демократизації кримінального судочинства в Росії був покладений доповіддю Д. М. Блудова «Про запровадження присяжних стряпчих» імператору Росії 8 вересня 1858 року, де викладені пропозиції про заснування адвокатури. 20 листопада 1864 року були затверджені Статут кримінального судочинства і Устав про покарання, що накладаються мировими суддями.
На початку 20 ст. виникли сумніви щодо доцільності суду присяжних, з чого з'явилася тенденція обмежувати їхні компетенції. Зокрема були намагання вилучити з-під компетенції суду присяжних політичні злочини. Одним з найпалкіших оборонців інституції суду присяжних був український правник О. Кістяківський.
Особливість суду присяжних:
- відокремлення питання про винність від питання про покарання, що обмежує можливості зловживання;

- колегіальність прийняття вердикту;

- численність суддів і розширення права відводу.

Все це зміцнює принцип неупередженості суду і зменшує ризик помилкових рішень.
Присяжні засідателі для роботи в окружних судах обиралися земськими комісіями. Як правило, це були люди, які мали повагу і довіру співвітчизників. Загальний список присяжних публікувався в місцевих відомостях. Функцію захисника виконували присяжні повірені.
Для участі в роботі суду пропонувалось тридцять присяжних засідателів. Прокурор міг відвести не більше шести засідателів. Підсудні могли заявляти відвід з тією умовою, щоб залишалось не менше вісімнадцяти присяжних. З-поміж останніх за допомогою жеребкування визначалося чотирнадцять засідателів, які повинні були брати участь в роботі суду: дванадцять основних і двоє запасних.
Таким чином, суд присяжних складався із судді і дванадцятьох присяжних засідателів.
За результатами судового слідства присяжні давали відповіді на запитання:
Чи мав місце злочин?
Чи винний в ньому підсудний?
Чи з умислом він діяв?
У разі визнання подсудного винним ставиться запитання:  «Чи заслуговує він на милостивість  або особливу милостивість?»
Вердикт — висновок суду присяжних про винуватість або невинуватість підсудного. Він є узагальненою відповіддю присяжних на поставлені їм запитання. 

### Австро-Угорщина
Під Австрією суди присяжних були введені у 1873 році. Вони розглядали справи злочинів і проступків політичних, вчинених друкованим словом, і підсудних, яким загрожувала кара смерті, довічне ув'язнення чи тюрма понад 10 років (винятково також справи підсудних, яким загрожувало позбавлення волі менше 10 років).
На українських землях під Польщею діяли спочатку суди присяжних, передбачені конституцією 1921 і австрійським карно-процесуальним правом, яке далі було чинне в Галичині. Польський карно-процесуальний кодекс 1928 також передбачав суд присяжних, але цю інституцію кілька років по тому було скасовано, а нова конституція її вже не передбачала. На українських землях під Румунією, де спершу діяли суди присяжних ще з австрійських часів, їх скасовано 1936. Також у Чехословаччині суд присяжних втратив значення у 1930-х роках. Ця тенденція була наслідком поступового обмеження прав громадян на участь у безпосередньому здійсненні державної влади та запровадження фактичної підконтрольності присяжних державі шляхом об'єднання їх у єдину судову колегію із професійними суддями, введення нової форми участи громадян у відправленні правосуддя як засідателів (своєрідних понятих у судовому засіданні). Головне теоретичне обґрунтування полягало у відсутності у присяжних фахової юридичної підготовки, низькою правовою культурою громадян.

### СРСР
Вважаючи суд присяжних «буржуазним судом», СРСР не включив їх у судову систему, обмеживши участь громадських кіл у судочинстві засідателями, які брали участь разом з професійними суддями в усіх судах, цивільних і кримінальних, першої інстанції, їх обирали на прилюдних зборах на 2½ p. з-поміж громадян віком від 25 років. Вони виконували судові чинності не довше 2 тижнів на рік. Засідателів оголошували однією з форм «безпосередньої участі трудящих у здійсненні соціалістичного правосуддя».

### Суд присяжних в незалежній Україні
При прийнятті Конституції України в статті 127 та ряді інших був закріплений суд присяжних та участь громадян у здійсненні правосуддя як засідателів, одначе чітких механізмів залучення громадян до безпосередньої реалізації судової влади не існувало. Закон України «Про судоустрій і статус суддів» від 7 липня 2010 року також містив лиш загальноокреслюючі тези (за винятком посвідчення присяжного). Діючий на той час Кримінально-процесуальний кодекс України також не передбачав суд присяжних чи народних засідателей. Важливим поворотом діяльності суду присяжних в Україні стало прийняття Кримінального процесуального кодексу України, який зневілював засади цього інституту народовладдя. Також на виконання умов нового Кодексу стало прийняття оновленої редакції Закону України «Про судоустрій і статус суддів», який прописав механізми затвердження списків присяжних. Найбільшим супротивником запровадження суду присяжних в Україні стали професійні судді, які не мали змоги виконувати замовлення можновладців за умови існування суду присяжних.[джерело?]

## Загальні засади суду присяжних в Україні
Присяжним є громадянин України, якого у випадках, визначених процесуальним законом, залучають до здійснення правосуддя, забезпечуючи згідно з Конституцією України безпосередню участь народу у здійсненні правосуддя.
Суд присяжних утворюється при місцевому загальному суді першої інстанції.
Присяжним може бути громадянин України, який досяг 30-річного віку, не старше 65 років, постійно проживає на території, на яку поширюється юрисдикція відповідного суду, не судимий та відповідає іншим вимогам до присяжних, визначених законом.
Список присяжних затверджується на три роки і переглядається в разі необхідності для заміни осіб, які вибули зі списку, за поданням територіального управління Державної судової адміністрації України.
Відповідно до ст. 65 Закону України «Про судоустрій та статус суддів» присяжним може бути громадянин України, який досяг тридцятирічного віку і постійно проживає на території, на яку поширюється юрисдикція відповідного окружного суду, якщо інше не визначено законом.
Не включаються до списків присяжних громадяни: 1) визнані судом обмежено дієздатними або недієздатними; 2) які мають хронічні психічні чи інші захворювання, що перешкоджають виконанню обов'язків присяжного; 3) які мають незняту чи непогашену судимість; 4) народні депутати України, члени Кабінету Міністрів України, судді, прокурори, працівники правоохоронних органів (органів правопорядку), військовослужбовці, працівники апаратів судів, інші державні службовці, посадові особи органів місцевого самоврядування, адвокати, нотаріуси, члени Вищої кваліфікаційної комісії суддів України, Вищої ради правосуддя; 5) особи, на яких протягом останнього року накладалося адміністративне стягнення за вчинення корупційного правопорушення; 6) громадяни, які досягли шістдесяти п'яти років; 7) особи, які не володіють державною мовою.

### Участь присяжних укримінальному судочинстві
Кримінальне провадження в суді першої інстанції щодо злочинів, за вчинення яких передбачено довічне позбавлення волі, здійснюється колегіально судом у складі трьох професійних суддів, а за клопотанням обвинуваченого — судом присяжних у складі двох професійних суддів та трьох присяжних. Винесення присяжними самостійного вердикту не передбачено.
Суд залучає присяжних до здійснення правосуддя у порядку черговості на строк не більше одного місяця на рік, крім випадків, коли продовження цього строку зумовлено необхідністю закінчити розгляд справи, розпочатий за їхньою участю.
Добір осіб для запрошення до участі у здійсненні правосуддя як присяжних здійснюється за допомогою автоматизованої системи. Визначає присяжних для участі у справі автоматизована система документообігу суду.

## Статус присяжного
Присяжні засідателі вправі: 1) бути присутніми при провадженні судового слідства і брати в ньому активну участь, а також присутніми при проведенні судових дебатів сторін; 2) брати участь у безпосередньому дослідженні доказів, ставити через головуючого запитання допитуваним, брати участь в огляді речових доказів, документів та провадженні інших дій, направлених на отримання, дослідження й перевірку доказів; 3) заявляти клопотання про провадження експертиз, а також про необхідність судового доручення слідчим органам щодо провадження необхідних слідчих дій і надання суду протоколів і всіх отриманих доказів за наслідком їх здійснення; 4) вносити клопотання перед головуючим про тлумачення норм закону, щодо кримінальної справи, роз'яснення змісту оголошених в суді документів й інших незрозумілих для них питань і понять; 5) здійснювати необхідні записи або технічне документування судового слідства та користуватися ними при підготовці в нарадчій кімнаті відповідей на поставлені перед присяжними засідателями питання;  6) обговорювати питання судового рішення в нарадчій кімнаті.
Присяжні засідателі не вправі: 1) порушувати принцип презумпції невинуватості підсудного, принижувати честь і гідність будь-яких учасників процесу, незаконно обмежувати їх права і свободи; 2) відлучатися із зали судового засідання під час слухання кримінальної справи; 3) проявляти упередженість та висловлювати свою думку щодо кримінальної справи до обговорення питань в нарадчій кімнаті при винесенні судового рішення;  4) спілкуватися з особами, які не входять до складу суду, з приводу обставин кримінальної справи; 5) отримувати доказові матеріали  поза судовим засіданням; 6) порушувати таємницю наради і голосування при винесенні вироку.
Присяжний зобов'язаний:
- своєчасно, справедливо та безсторонньо розглядати і вирішувати судові справи відповідно до закону з дотриманням засад і правил судочинства;
- дотримуватися правил суддівської етики;
- виявляти повагу до учасників процесу;
- не розголошувати відомості, які становлять таємницю, що охороняється законом, у тому числі таємницю нарадчої кімнати і закритого судового засідання;
- виконувати вимоги та дотримуватися обмежень, установлених законодавством у сфері запобігання корупції.

Присяжний у кримінальному судочинстві зобов'язаний:
1. правдиво відповісти на запитання головуючого і учасників судового провадження щодо можливих перешкод, передбачених цим Кодексом або законом, для його участі в судовому розгляді, його стосунків з особами, які беруть участь у кримінальному провадженні, що підлягає розгляду, та поінформованості про його обставини, а також на вимогу головуючого подати необхідну інформацію про себе;
2. додержуватися порядку в судовому засіданні і виконувати розпорядження головуючого;
3. не відлучатися із залу судового засідання під час судового розгляду;
4. не спілкуватися без дозволу головуючого з особами, що не входять до складу суду, стосовно суті кримінального провадження та процесуальних дій, що здійснюються (здійснювалися) під час нього;
5. не збирати відомості, що стосуються кримінального провадження, поза судовим засіданням;
6. не розголошувати відомості, які безпосередньо стосуються суті кримінального провадження та процесуальних дій, що здійснюються (здійснювалися) під час нього, і стали відомі присяжному у зв'язку з виконанням його обов'язків.

Присяжним за час виконання ними обов'язків у суді виплачується винагорода, розрахована виходячи з посадового окладу судді місцевого суду з урахуванням фактично відпрацьованого часу в порядку, визначеному Державною судовою адміністрацією України. Присяжним відшкодовуються витрати на проїзд і наймання житла, а також виплачуються добові. Зазначені виплати здійснюються за рахунок коштів бюджетної програми на здійснення правосуддя територіальними управліннями Державної судової адміністрації України за рахунок коштів Державного бюджету України.
За присяжними на час виконання ними обов'язків у суді за місцем основної роботи зберігаються всі гарантії та пільги, визначені законом. Час виконання присяжним обов'язків у суді зараховується до всіх видів трудового стажу. Звільнення присяжного з роботи або переведення на іншу роботу без його згоди під час виконання ним обов'язків у суді не допускається.
На присяжних поширюються гарантії незалежності і недоторканності суддів, установлені законом, на час виконання ними обов'язків із здійснення правосуддя. За обґрунтованим клопотанням присяжного заходи безпеки щодо нього можуть уживатися і після закінчення виконання цих обов'язків.
Запроваджена в новому КПК України глава, що мала б регламентувати діяльність суду присяжних, м'яко кажучи, не витримує жодної критики. Ніякого самостійного рішення (вердикту) присяжні, за такої концепції, не приймають, а отже – практично не відповідають ні за долю справи, ні за свої рішення. Пропонуючи ж їм спільно із суддями вирішувати всі питання судочинства, законодавець торує шлях до колективної безвідповідальності як самих присяжних, так і суддів-професіоналів, котрі, за таких умов, свої помилки і зловживання можуть «списувати» на недосвідчених присяжних. Такі присяжні можуть легко стати ширмою для судового безглуздя. Суд присяжних має відроджуватись в класичній його моделі.